# 利里顿·卡斯尼奇
利里顿·卡斯尼奇（英語：Liridon Krasniqi，1992年1月1日—），是出生于科索沃的马来西亚职业足球运动员，马来西亚第二位无血缘归化球员。現時被马来西亚超级足球联赛俱乐部柔佛DT外借至马来西亚足球超级联赛球隊登嘉楼，司职中场或前腰。

## 球员生涯

### 青年队
利里顿于2008年加入纽伦堡青年队，开始他的青年职业生涯。2009年卡斯尼奇离开纽伦堡青年队，加入了布拉格斯拉维亚青年队。

### 博莱斯垃夫
2011年利里顿获得了第一份职业合同，2011年3月卡斯尼奇正式加盟博莱斯拉夫。同年5月14日对垒亚布洛内茨他迎来职业生涯首秀，也是唯一一场在博莱斯拉夫获得上场比赛的机会，于第69分钟替补登场，最终该比赛博莱斯拉夫1比2不敌亚布洛内茨。

### 奥斯曼利斯普
2013年7月29日利里顿加盟奥斯曼利斯普，与俱乐部签约为期3年。

### 费迪耶斯堡
2013年7月31日利里顿被奥斯曼利斯普外借至费迪耶斯堡，在同年8月18日卡斯尼奇在对垒1461特拉布宗登场首发，并且打进了职业生涯的首个进球。9月25日他在土耳其杯对垒Kizilcabolukspor中的比赛成功打进一球，这是他的首个杯赛进球，并帮助队伍以3比1战胜对手。

### 吉打
2015年4月9日利里顿与吉打签下合约，同年4月17日在对垒森美兰中首发登场，并取得进球帮助队伍进退森美兰。在整个马首联赛15次登场首发，取得5个进球和9个助攻，帮助队伍获得该季冠军升级至2016年马来西亚超级足球联赛。在2015年马来西亚杯小组赛，在对垒柔佛DT II中打进关键一球，以4比2战胜对手晋级8强。
利里顿与吉打签下为期一年的合约，在同年4月9日在对垒槟城取得2个进球，该比赛以2比2和局结束。2016年10月30日的马来西亚杯总决赛，吉打对垒雪兰莪正赛成绩为1比1平，加时赛结果后进入点球大战，最终吉打以6比5成绩打败雪兰莪，取得职业生涯首个冠军。

### 马六甲联
2018年11月20日利里顿正式离开吉打，并在2019年加盟马六甲联。

### 柔佛DT
2020年利里顿正式转会至马超联赛劲旅柔佛DT，并以马来西亚归化球员注册为该季球员。

## 国家队

### 阿尔巴尼亚
2011年卡斯尼奇获得阿尔巴尼亚U21征召，并在以色列U21中的友谊赛完成首秀。

### 科索沃
2014年3月2日卡斯尼奇获得科索沃国家足球队要求他代表科索沃国家队，参加海地的国际友谊赛，并在第72分钟以替补球员首发登场。

### 马来西亚
卡斯尼奇已经在马来西亚居住5年，已符合国际足联的归化条件，于2020年2月卡斯尼奇成功获得马来西亚国籍，并且可以代表马来西亚出战任何比赛。

## 荣誉

### 队伍
吉打
- 2015年马来西亚首要足球联赛冠军
- 2016年马来西亚杯冠军
- 2017年马来西亚足总杯冠军
- 2017年马来西亚慈善盾冠军

柔佛DT
- 2020年马来西亚慈善盾冠军

### 个人
- 2017年马来西亚超级足球联赛最佳外援
- 2016年、2017年马来西亚足球协会最受欢迎球员[10]
- 2016年马来西亚超级足球联赛最佳阵容
- 2016年吉打足球协会3月最佳球员